# Nikołaj Kułakow (wiceadmirał)
Nikołaj Michajłowicz Kułakow (ros. Николай Михайлович Кулаков, ur. 2 lutego?/15 lutego 1908 we wsi Iwanowskoje obecnie w rejonie kimowskim w obwodzie tulskim, zm. 25 marca 1976 w Leningradzie) – radziecki wiceadmirał, Bohater Związku Radzieckiego (1965).

## Życiorys
Skończył szkołę uniwersytetu fabryczno-zawodowego przy kijowskich zakładach parowozowych, pracował jako ślusarz i sekretarz biura partyjnego zakładów Kijowa i Leningradu, w 1927 został przyjęty do WKP(b). Od sierpnia 1932 służył we Flocie Wojskowo-Morskiej, w 1937 ukończył Akademię Wojskowo-Polityczną im. Tołmaczowa i później był komisarzem łodzi podwodnych we Flocie Bałtyckiej. W czerwcu 1939 został członkiem Rady Wojskowej Floty Północnej, a w kwietniu 1940 Rady Wojskowej Floty Czarnomorskiej, 8 sierpnia 1940 otrzymał stopień komisarza dywizyjnego. Od czerwca 1941 brał udział w wojnie z Niemcami, w tym w obronie Odessy i Sewastopola i w bitwie o Kaukaz, kierując działalnością politycznych organów i partyjnych organizacji Floty Czarnomorskiej. 13 grudnia 1942 otrzymał stopień kontradmirała. W styczniu 1944 został odwołany z funkcji za nieodpowiednią pracę Rady Wojskowej Floty, która doprowadziła do ciężkich strat okrętów w listopadzie 1943 i ciężkich strat podczas operacji kerczeńsko-eltigeńskiej, następnie przez 3 miesiące pozostawał w dyspozycji Zarządu Politycznego Czerwonej Floty ZSRR. 2 marca 1944 zdegradowano go do stopnia kapitana I rangi i mianowano kierownikiem wyższych kursów wojskowo-politycznych Floty Wojskowo-Morskiej. Dzięki pomocy dowódcy floty, Nikołaja Kuzniecowa, 21 lipca 1944 przywrócono mu stopień kontradmirała i wyznaczono szefem Zarządu Propagandy i Agitacji Głównego Zarządu Politycznego Czerwonej Floty ZSRR, a w grudniu 1944 szefem Głównego Zarządu Politycznego Czerwonej Floty ZSRR, dzięki czemu Kułakow stał się drugą osobą w radzieckiej marynarce wojennej.
W marcu 1945 ponownie został członkiem Rady Wojskowej Floty Północnej, a w czerwcu 1946 zastępcą głównodowodzącego Floty Wojskowo-Morskiej ZSRR ds. politycznych; 24 maja 1945 awansowano go na wiceadmirała. 12 stycznia 1948 brał udział w "sądzie honorowym" w sprawie Nikołaja Kuzniecowa, Lwa Gallera, Władimira Ałafuzowa i Gieorgija Stiepanowa oskarżonych o działalność antypaństwową i antypartyjną. W tej sprawie reprezentował w jednej osobie zarówno sędziego, jak i prokuratora. Jak później wspominał Kuzniecow, Kułakow nazywał oskarżonych wszelkimi nieprzyzwoitymi słowami i domagał się ukarania ich tak surowo, jak to tylko możliwe. W grudniu 1949 został ponownie odwołany z funkcji i zdegradowany do stopnia kontradmirała za niezadowalające kierowanie pracą partyjno-polityczną we flocie, a w styczniu 1950 skierowany na studia do Wyższej Akademii Wojskowej im. Woroszyłowa, jednak już w kwietniu 1950 odwołany z akademii i powtórnie mianowany członkiem Rady Wojskowej Floty Czarnomorskiej. Wkrótce potem przywrócono mu stopień wiceadmirała. Po zatonięciu w 1955 pancernika Noworosyjsk miał zostać osądzony po tym, gdy komisja rządowa uznała go bezpośrednio odpowiedzialnym za to zatonięcie, jednak nie stanął przed sądem, tylko 8 grudnia 1955 ponownie został zdegradowany do stopnia kontradmirała, co było wyjątkowym przypadkiem w skali kraju. Po półrocznym pozostawaniu w dyspozycji głównodowodzącego Floty Wojskowo-Morskiej ZSRR w maju 1956 został szefem wydziału politycznego i zastępcą komendanta twierdzy w Kronsztadzie ds. politycznych, od kwietnia 1960 do lipca 1961 był dowódcą leningradzkiego rejonu wojskowo-morskiego, a od lipca 1961 do grudnia 1971 szefem wydziału politycznego leningradzkiej bazy wojsko-morskiej i wojskowo-morskich instytucji Leningradu. W 1960 przywrócono mu stopień wiceadmirała. W grudniu 1971 zakończył służbę wojskową. Został pochowany na Cmentarzu Bogosłowskim w Leningradzie.

## Odznaczenia
- Złota Gwiazda Bohatera Związku Radzieckiego (7 maja 1965)
- Order Lenina (dwukrotnie, 1942 i 1965)
- Order Czerwonego Sztandaru (dwukrotnie, 1944 i 1953)
- Order Nachimowa I klasy (1945)
- Order Czerwonej Gwiazdy (1947)

I inne.